# ويليام وول
ويليام وول (بالإنجليزية: William Wall)‏ (8 يناير 1854 في المملكة المتحدة - 18 أبريل 1922 في المملكة المتحدة) هو لاعب كريكت بريطاني (وحمل سابقاً جنسية المملكة المتحدة لبريطانيا العظمى وأيرلندا). لعب مع نادي مقاطعة لانكشر للكريكت ‏.

## وصلات خارجية
- ويليام وول على موقع إي آس بي آن كريك إنفو (الإنجليزية)